# Jacques de Peretti
Jacques de Peretti né le 7 décembre 1960 à Marseille, est un ingénieur de l'armement et chef d’entreprise français. Il a été entre juillet 2016 et le 2 mai 2021 président-directeur général d’Axa France. Il occupe depuis le 3 mai 2021 le poste de Senior Advisor[source secondaire souhaitée].

## Biographie

### Études
Jacques de Peretti est diplômé de l’École polytechnique (promotion 1980). Il est diplômé de l'Institut d'études politiques de Toulouse (promotion 1985) et de l’Institut supérieur de l'aéronautique et de l'espace. Il est également titulaire d’un Master en sciences de l’ingénierie électronique de l’université Stanford. En 1995, il obtient un diplôme de sciences actuarielles de l’Institut des Actuaires.  

### Parcours professionnel
Jacques de Peretti commence sa carrière au ministère des Armées, où il est responsable de programmes d’armement avant de travailler au ministère de l’Industrie sur les questions énergétiques.
De 1991 à 1996, il est directeur régional adjoint, puis directeur régional au sein de l'UAP.[réf. souhaitée]
Par la suite, Jacques de Peretti devient le PDG d’Axa France et membre du comité de direction du groupe en 2016.
Lors de son arrivée à la direction d’Axa France, Jacques de Peretti entame une réorganisation d’Axa France, elle consiste à ne plus avoir des équipes séparées pour les entreprises et les particuliers mais des équipes réparties en fonction de leurs expertises,,. Il accompagne le plan « équilibre 2020 » en faveur de l’égalité hommes/femmes et de plus de parité dans l’entreprise. Il quitte ses fonctions de PDG d'Axa France le 3 mai 2021[source secondaire souhaitée] et prend de nouvelles responsabilités en tant que senior advisor[source secondaire souhaitée]. Il reste membre du comité de direction d’Axa[source secondaire souhaitée].

## Distinctions
Jacques de Peretti a été médaillé chevalier de l’ordre national du Mérite en juin 2015.